# Вардумян, Артур Шаваршович
Арту́р Шаваршович Вардумя́н (род. 9 июня 1961 года) — советский и российский футболист, играл на позиции полузащитника.

## Карьера
В 1980 году был заявлен ереванским «Арарат», однако участия в матчах чемпионата СССР не принимал. Далее играл в майкопской «Дружбе», которая выступала во второй лиге. После распада СССР «Дружба» стартовала в первой лиге, а уже в первом Кубке России дошла до полуфинала, где уступила будущим обладателям кубка «Торпедо» Москва, а сам Вардумян в полуфинальном матче вышел на замену Владимиру Шипилову. Летом 1993 года перешёл в «Химик» Белореченск, который выступал во второй лигее, где провёл 11 матчей и забил 2 гола.

## Достижения
«Дружба»
- Полуфиналист Кубка России: 1992/93